# Smedjebacken (plaats)
Smedjebacken is de hoofdplaats van de gemeente Smedjebacken in het landschap Dalarna en de provincie Dalarnas län in Zweden. De plaats heeft 5121 inwoners (2005) en een oppervlakte van 636 hectare. De plaats ligt aan het meer Norra Barken, circa 40 kilometer ten zuiden van de stad Borlänge.

## Verkeer en vervoer
Bij de plaats loopt de Riksväg 66.
De plaats heeft een station aan de spoorlijn Kolbäck - Ludvika.

## Geboren
- Hans Heyerdahl (1857-1913), kunstschilder
- Erik Norberg (1883-1954), turner